# 大平和祈念塔
大平和祈念塔（だいへいわきねんとう）は、大阪府富田林市にあるタワー。通称は「PLの塔」または「PLタワー」。

## 概要
正式名称は「超宗派万国戦争犠牲者慰霊大平和祈念塔」で、高さ180mの粘土細工のような造形の白い塔である。このデザインはパーフェクト リバティー教団（PL教団）二代教祖の御木徳近によるものである。
歴史上のあらゆる戦没者の霊を人種、民族、国家、国境、地域、また宗教、宗派、信条などを問わず慰霊と鎮魂するため、PL教団が建立し管理運営する慰霊塔と平和への祈念塔を兼ねるもの。塔の低層階は戦没者でない一般にも開放されている。塔の設計は日建設計、施工は東急建設である。塔の下部には神殿もあり、毎年8月1日に年祭と呼ぶ祭事を行う。 1970年（昭和45年）8月1日 に落成。
展望塔の内部にエレベーター、上部に展望台を設けているため、落成直後は展望台を信者以外の一般客にも公開していた。教団が当時近隣の敷地内で遊園地（PLランド）を運営していたことなどによるものだが、後に、展望台の一般公開やエレベーターの運行を停止。PLランドも、規模の縮小や「桜ヶ丘遊園」への改称などを経て、1989年（平成元年）9月に閉園した。現在は教団の信者も塔の下部にある神殿への参拝のみ認められている。